# Château Monadey
Le château Monadey est un château situé sur la commune de Talence, en Gironde.

## Historique
Le château actuel fut construit au XVIIe siècle à l'emplacement d'une ancienne construction bâtie par la famille Monadey qui était installée dans la région depuis le XIIe siècle, selon la Chronique de Delurbe.
C'était une maison de campagne qui appartenait à un puissant monnayeur dont le nom gascon de « Monadey » signifiait « monnoyeur » en gascon : la famille était anciennement chargée de la fabrique de la monnaie dans Bordeaux. Le sieur Monadey fut citoyen et premier maire de la ville de Talence.
L'ancienne description de cette propriété la situe entre l'église Saint-Siméon et l'ancienne rue du Petit Cancera. Sur sa façade, figuraient les restes d'une architecture gothique du XIIIe siècle, encore visibles au XVIIIe siècle.

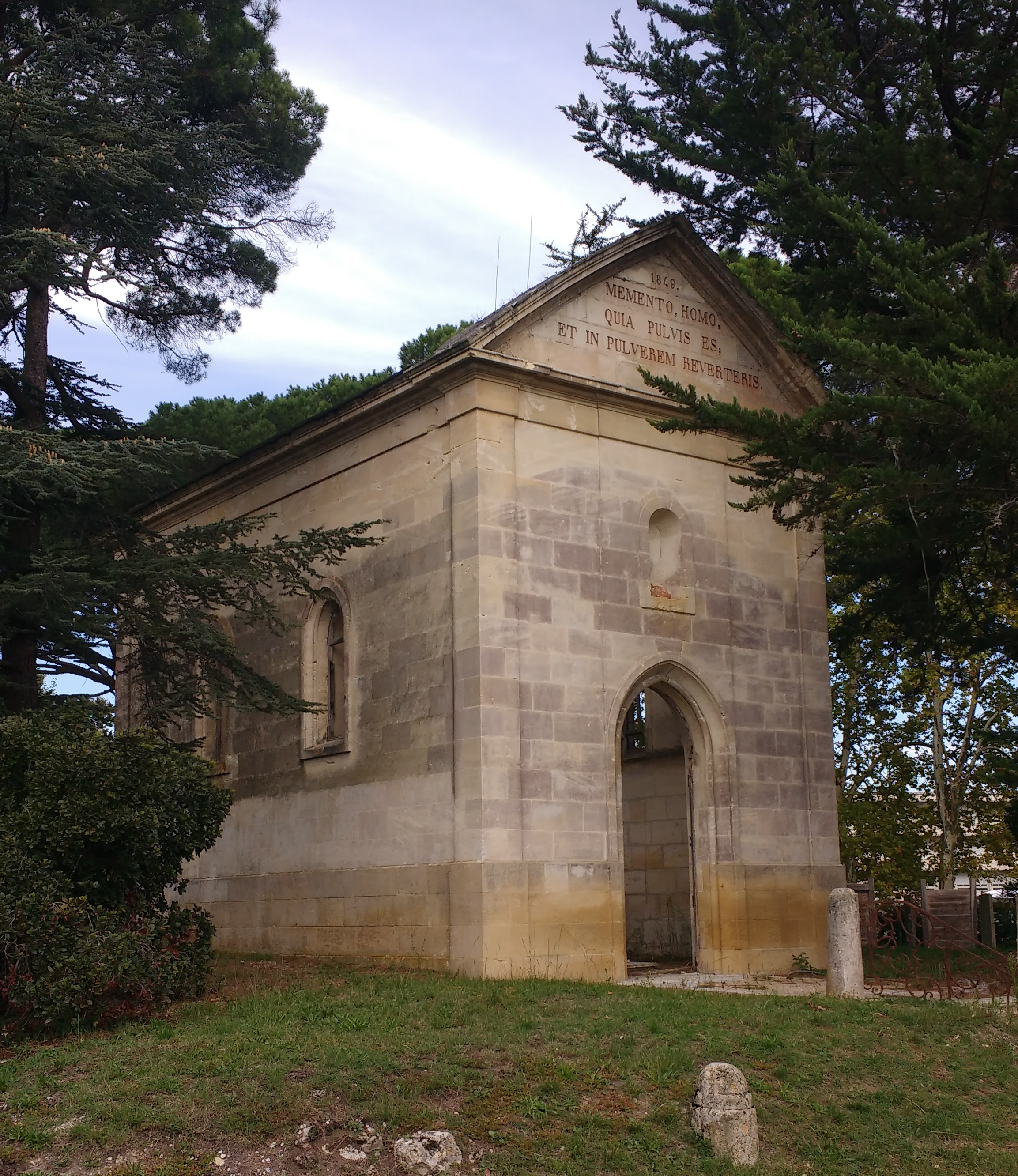
Chapelle du château.

En 1751, le domaine passe à l'armateur et négociant bordelais Abraham Gradis, dont la famille fut longtemps propriétaire. À l'emplacement de la maison de campagne, il fait construire l'actuel château. Sur une partie des 50 ha de terrain se trouvent des vignobles.
François Roul, maire de Talence et député de la Gironde, l'acquiert au XIXe siècle. En 1849, il fait construire une chapelle, de nos jours en ruine et entourée de pins parasols.
Par la suite, le château a appartenu à M. Willette[Lequel ?]. Avec sa sœur, il le vend en 1942 au Commissariat Général à l’éducation nationale et aux sports, qui y installe le Centre régional à l'éducation générale et sportive (CREGS) de l'Académie de Bordeaux.
Une partie du domaine fut affectée au campus universitaire.
Une autre, à l'endroit duquel où un hippodrome avait fonctionné de 1891 à 1934, est le site où fut construit le lycée Alfred-Kastler.
Le château accueille aujourd'hui le CREPS.